# Hermanowice
Hermanowice (ukrainisch Германовичі) ist eine Ortschaft mit einem Schulzenamt der Landgemeinde Przemyśl im Powiat Przemyski der Woiwodschaft Karpatenvorland in Polen.

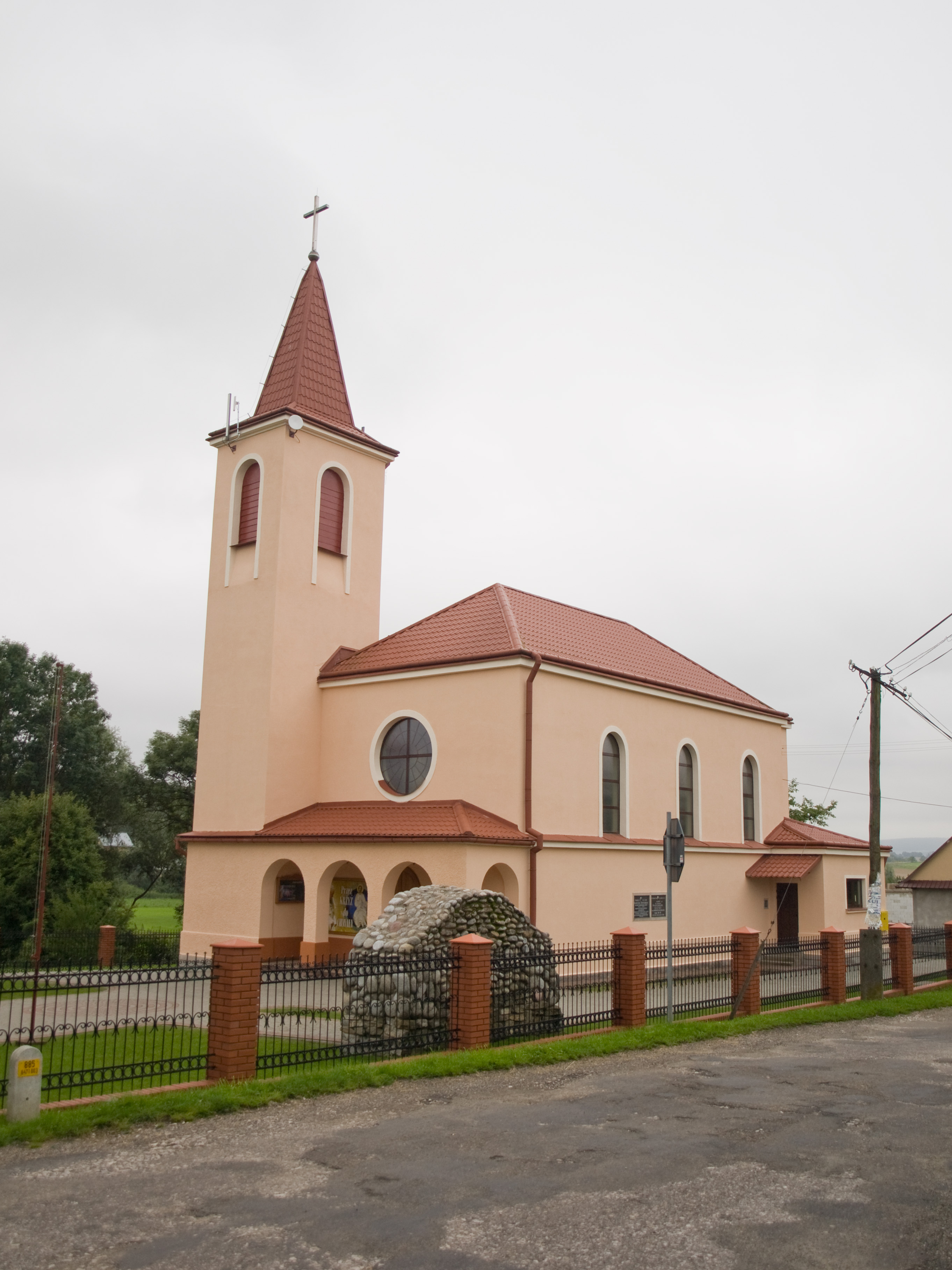
Römisch-katholische Kirche

## Geschichte
1383 wurde eine Holzburg am Hügel Pakoszówka erbaut, der später einige Male von Tataren zerstört wurde. Der Ort wurde im Jahr 1418 als Hermanowicze erstmals urkundlich erwähnt. Der patronymische Name ist vom deutschen Personennamen Herman/Harman mit dem westslawischen Suffix -(ow)ice (später ukrainisch -ovyčy) abgeleitet. Das Dorf im Przemyśler Land der Woiwodschaft Ruthenien gehörte ab 1422 zu Piotr Grochowski, dessen Nachkomen später die Nachname auf Hermanowski änderten. Danach gehörte es zu den adligen Familien Drohojowski, Fredro, Kraiński und am Ende im 19. Jahrhundert zu Jaruntowski.
Bei der Ersten Teilung Polens kam Hermanowice 1772 zum neuen Königreich Galizien und Lodomerien des habsburgischen Kaiserreichs (ab 1804). Nach der Aufhebung der Patrimonialherrschaften bildete es ab 1850 eine Gemeinde im Bezirk Przemyśl. Zu dieser Zeit war das Dorf mehrheitlich von griechisch-katholischen Ruthenen (Ukrainern) bewohnt. Durch das Dorf verlief nach 1872 die Erste Ungarisch-Galizische Eisenbahn. Im Jahr 1900 hatte die Gemeinde 272 Hektar Fläche, 89 Häuser mit 517 Einwohnern, davon die Mehrheit ruthenischsprachig (439) und griechisch-katholisch (375), außerdem römisch-katholische (136) und polnischsprachige (78) Bevölkerung, sowie 6 Juden.
Im Ersten Weltkrieg wurde das Dorf komplett zerstört. 1918, nach dem Ende des Weltkriegs, dem Zusammenbruch der k.u.k. Monarchie und dem Ende des Polnisch-Ukrainischen Kriegs, kam der Ort zu Polen.
Im Jahre 1921 hatte die Gemeinde 89 Häuser mit 501 Einwohnern, davon 276 deklarierten sich als Polen, 225 als Ruthenen, 141 waren Römisch-Katholiken, 352 Griechisch-Katholiken und 8 Israeliten. 1937 bis 1938 wurde die römisch-katholische Kirche erbaut, ab 1929 Sitz einer neuen Pfarrei im Bistum Przemyśl. Zu dieser Zeit lebten im Dorf nach Wolodymyr Kubijowytsch 460 Ukrainer, 150 Polen (darunter 40 Kolonisten), 155 ukrainischsprachigen „Lateinern“ (Römisch-Katholiken mit ehemalig lateinischer Kirchensprache, statt des Kirchenslawischen der Ukrainischen griechisch-katholischen Kirche) und 15 Juden.
Während des Zweiten Weltkrieges wurde es im September 1939 zunächst von deutschen Truppen besetzt. Diese zogen sich am 28. September 1939 gemäß dem Grenz- und Freundschaftsvertrag hinter den San zurück, um das Gebiet der Roten Armee zu übergeben. Kurz nach dem Beginn des Deutsch-Sowjetischen Krieges am 22. Juni 1941 besetzte die Wehrmacht das Gebiet wieder. Der Ort wurde ein Teil des Generalgouvernements (bzw. des Distrikts Galizien).
In der Aktion Weichsel (1947) wurden 91 Ukrainer deportiert.
Von 1975 bis 1998 gehörte Przemyśl zur Woiwodschaft Przemyśl.

## Söhne und Töchter der Ortschaft
- Maurycy Kraiński (1804–1885), Politiker und Gutsbesitzer